# Захаров, Геннадий Иванович
Геннадий Иванович Захаров (1940—2012) — российский контр-адмирал.

## Биография
Родился 3 января 1940 года на Луганщине в шахтёрской семье.
В 1960 году окончил Горный техникум и успел поработать начальником смены участка. Был призван на военную службу на флот. В 1965 году окончил Высшее военно-морское училище имени М. В. Фрунзе.
С 1965 по 1967 годы служил на морском тральщике, затем помощником командира десантного корабля. В 1967—1990 годах был командиром подразделения водолазов-разведчиков (подводные диверсанты) Балтийского, затем Северного флотов. В 1990 году уволен в отставку по достижении предельного возраста пребывания на военной службе. После случайного знакомства с А. Коржаковым был принят на работу оперативным дежурным — начальником смены Службы безопасности Председателя Верховного Совета РСФСР, затем — помощником начальника Службы безопасности Президента РФ Александра Коржакова. В августе 1991 года, во время путча ГКЧП, был членом штаба обороны здания Верховного Совета РСФСР. В ночь с 3 на 4 октября 1993 года разработал план подавления выступлений сторонников Верховного Совета России и штурма Белого Дома. По словам встречавшегося с ним и обсуждавшего насущные вопросы текущей политической ситуации в стране генерал-майора К. П. Петрова, именно Захаров был инициатором и фактическим организатором обстрела здания Дома Советов из танков и принятия ряда других радикальных мер по отношению к восставшим в ситуации, когда остальные лица из окружения Б. Н. Ельцина находились в растерянности («все струсили» и «не знали, что делать»). За это Захарову было присвоено звание контр-адмирала. При этом, несмотря на то, что в ходе обоих указанных кризисов он выступил на стороне президента и входил в круг приближенных к нему лиц, о Ельцине как о главе государства Захаров уже тогда был крайне невысокого мнения, полагая, что реальные решения государственной важности принимаются другими людьми за его спиной.
После образования в ноябре 1993 года Службы безопасности Президента (СБП) РФ Захарову было поручено создание специального подразделения, осуществляющего силовую охрану — Центра силовой охраны СБП, а затем — Центра специального назначения Службы безопасности Президента РФ. С ноября 1993 по 1996 годы он — начальник Центра специального назначения СБП РФ и заместитель начальника СБ Президента РФ. В январе 1996 года руководил группой сотрудников СБП (55 человек), направленной для уничтожения террористов Салмана Радуева в селе Первомайском.
В ноябре 1996 года был уволен в отставку. В 1996 году созданный Захаровым Центр специального назначения СБП РФ вошел в состав Федеральной службы охраны Российской Федерации на правах Управления специального назначения.
В октябре 1999 года Захаров был включен в общефедеральный список избирательного блока «Движение патриотических сил — Русское Дело» (№ 10 в Центральной части списка) для участия в выборах в Государственную Думу России третьего созыва. Был вице-президентом Региональной общественной организации «Ассоциация ветеранов и сотрудников Службы безопасности президента».
Умер 27 февраля 2012 года. Похоронен на Богородском кладбище.

## Награды
- Награждён орденами и медалями СССР и России.